# Liste der Baudenkmale in Hude (Oldenburg)
In der Liste der Baudenkmale in Hude sind die Baudenkmale der niedersächsischen Gemeinde Hude (Oldenburg) und ihrer Ortsteile aufgelistet. Der Stand der Liste ist der 26. Juli 2022.

## Allgemein
In den Spalten befinden sich folgende Informationen:
- Lage: die Adresse des Baudenkmales und die geographischen Koordinaten. Kartenansicht, um Koordinaten zu setzen. In der Kartenansicht sind Baudenkmale ohne Koordinaten mit einem roten Marker dargestellt und können in der Karte gesetzt werden. Baudenkmale ohne Bild sind mit einem blauen Marker gekennzeichnet, Baudenkmale mit Bild mit einem grünen Marker.
- Bezeichnung: Bezeichnung des Baudenkmales
- Beschreibung: die Beschreibung des Baudenkmales. Unter § 3 Abs. 2 NDSchG werden Einzeldenkmale und unter § 3 Abs. 3 NDSchG Gruppen baulicher Anlagen und deren Bestandteile ausgewiesen.
- ID: die Objekt-ID des Baudenkmales
- Bild: ein Bild des Baudenkmales, ggf. zusätzlich mit einem Link zu weiteren Fotos des Baudenkmals im Medienarchiv Wikimedia Commons. Wenn man auf das Kamerasymbol klickt, können Fotos zu Baudenkmalen aus dieser Liste hochgeladen werden:

## Holle
| Lage                                             | Bezeichnung               | Beschreibung | ID       | Bild           |
| ------------------------------------------------ | ------------------------- | --- | -------- | -------------- |
| Holler Kirchweg 1 53° 9′ 32″ N, 8° 22′ 12″ O     | Wohn-/ Wirtschaftsgebäude | Kleines Zweiständerhallenhaus in Backstein mit reetgedecktem Krüppelwalmdach als Heuerhaus von 1898 auf einem Ausläufer des Holler Sandbergs | 35967968 | BW             |
| Holler Kirchweg 2 53° 9′ 33″ N, 8° 22′ 16″ O     | St. Dionysius (Kirche)    | Saalkirche aus Backstein mit polygonalem 5/8-Ostschluss. Im Kern aus dem 13. Jh., nach Einsturz der Osthälfte 1741 durch Fr. Spiesker verlängert, dabei die Wölbung beseitigt und segmentbogige Fenster eingefügt. Der 1868 errichtete Westturm 1945 gesprengt. Westwand mit segmentbogig schließenden Blendarkaden 1947 neu aufgeführt, darüber rechteckiger Dachreiter, im Chor neuer Segmentbogen. Innen Flachdecke, an den Seitenwänden die spitzen Schildbögen der Wölbung erhalten, mit Resten von Farbfassung. Ausstattung der Spätrenaissance und des Barock (Altarretabel von 1702, Kanzel von 1637, von Ludwig Münstermann, Grabplatte und Pastorenbildnis) sowie ein Relief mit Himmelfahrt Mariens, um 1520.                                                                            | 35967936 | Weitere Bilder |
| Holler Kirchweg 2 53° 9′ 33″ N, 8° 22′ 17″ O     | St. Dionysius (Friedhof)  | Im Ursprung mittelalterlicher Friedhof auf einer natürlichen Sandkuppe um die Kirche mit Grabstellen und auf der Nordseite einem kleinen Kriegsgräberfeld. Von ungefähr ovaler Form, in jüngerer Zeit nach Norden erweitert. Umgeben von alten markanten Linden. | 35968503 | BW             |
| Holler Landstraße 75 53° 8′ 51″ N, 8° 21′ 54″ O  | Wohnhaus                  | Eingeschossiger Backsteinbau über Kellersockel mit Krüppelwalmdach, mit seiner Giebelseite traufseitig an den Wohngiebel des älteren Wohn- und Wirtschaftsgebäudes angebaut. Traufseitig etwas rechts von der Mitte zweigeschossiger Risalit mit Zwerchgiebel unter Satteldach, davor polygonaler eingeschossiger Standerker unter erneuertem Balkon. Eingang auf der rechten Seite, davor hölzerner Windfang und erneuerte Freitreppe. Fenster außer am Risalit segmentbogig, dort im OG Dreifenstergruppe. Putzgliederung: Quaderung des Sockels und der Kanten, geschossteilende Gesimse, Brüstungsgesimse, am Standerker Brüstungsfelder, im Giebel Fensterbekrönung mit Schweifgiebel. Auf der rechten Seite Tondo mit Relief einer Viktoria. Am Risalit hölzerner Schwebegiebel. Erbaut 1907. | 35969785 | BW             |
| Holler Landstraße 75 53° 8′ 51″ N, 8° 21′ 54″ O  | Wohn-/ Wirtschaftsgebäude | Zweiständerhallenhaus von 1816 in Fachwerk mit Steinausfachungen und Krüppelwalmdach mit Niedersachsengiebeln, Innengerüst erhalten | 35969812 | BW             |
| Holler Landstraße 75 53° 8′ 52″ N, 8° 21′ 54″ O  | Brunnen                   | Zylindrische Brunneneinfassung von 1865 aus Sandstein, darauf eiserner Aufbau für Winde, Backsteinfundament erneuert | 35969204 | BW             |
| Holler Landstraße 114a 53° 9′ 19″ N, 8° 23′ 6″ O | Holler Mühle              | Galerieholländer auf achteckigem Sockel in Backstein. Heute ohne Flügel. Auf der Südseite zweigeschossiger Anbau in Backstein, zwischenzeitlich ruinös, mit Flachdach wiederhergestellt. Erbaut wohl am Ende des 19. Jhs. | 35967832 | BW             |
| Holler Landstraße 120 53° 9′ 25″ N, 8° 23′ 9″ O  | Wohn-/ Wirtschaftsgebäude | Zweiständerhallenhaus vom frühen 19. Jh. in Fachwerk mit Steinausfachungen und Krüppelwalmdach in Reetdeckung | 35967913 | BW             |
| Holler Landstraße 120 53° 9′ 25″ N, 8° 23′ 8″ O  | Scheune                   | Rechts vor dem Wirtschaftsgiebel des Haupthauses: Fachwerkscheune in Ankerbalkenkonstruktion mit Quereinfahrten mit Walmdach, Wände überwiegend verbrettert | 41859302 | BW             |
| Holler Sandberg 2 53° 9′ 40″ N, 8° 22′ 30″ O     | Wohn-/ Wirtschaftsgebäude | Ehemaliges Heuerhaus von 1852 als Zweiständerhallenhaus in Fachwerk mit Steinausfachungen mit Krüppelwalmdach in Reetdeckung | 35967884 | BW             |

## Hude
| Lage                                             | Bezeichnung                                   | Beschreibung | ID       | Bild |
| ------------------------------------------------ | --------------------------------------------- | --- | -------- | ---- |
| Hurreler Straße 32 53° 6′ 56″ N, 8° 26′ 49″ O    | Wohn-/ Wirtschaftsgebäude                     | Zweiständerhallenhaus von um 1850 in Fachwerk mit Krüppelwalmdach in Reetdeckung | 35968234 | BW   |
| Lerchenstraße 1a 53° 6′ 22″ N, 8° 27′ 56″ O      | Fabrikantenvilla Bornemann (Villa Marienhude) | Ein- bis zweigeschossiger Putzbau von 1907 mit Walmdach, Standerker, Freitreppen, Balkonen, Zwerchgiebeln, Haupteingang mit hölzernem Windfang, Wintergarten, separatem Eingang, kleine Pultdächer auf Konsolen, umgeben von Park, heute Tagespflegeheim und Wohnungen | 35969964 | BW   |
| Lerchenstraße 1a 53° 6′ 22″ N, 8° 27′ 59″ O      | Garten                                        | Parkartig gestalteter Garten mit altem Baumbestand von 1907, 2020–2021 durch Bebauung im Nordwesten verkleinert | 35970863 | BW   |
| Lerchenstraße 1b 53° 6′ 24″ N, 8° 27′ 54″ O      | Remise                                        | Am Rand des Grundstücks Lerchenstraße eingeschossiger Backsteinbau von 1907 mit Satteldach, mittige korbbogige Einfahrt, darüber kleines Zwerchhaus, ehemals mit Ladeluke, auf der dem Grundstück zugewandten Seite offener hölzerner Vorbau mit Schleppdach           | 35970641 | BW   |
| Parkstraße 44 53° 6′ 48″ N, 8° 27′ 25″ O         | Wohnhaus                                      | Putzbau von um 1900 mit Sockelgeschoss, Satteldach, Freitreppe, Brüstung, Terrasse, Loggia, Giebelgaupen, Gesimse, Brüstungsgesimse, Kantenquaderung, Fensterrahmungen und Brüstungsfelder                                                                             | 35967380 | BW   |
| Parkstraße 46 53° 6′ 49″ N, 8° 27′ 25″ O         | Villa Teichmann                               | Backsteinbau von um 1900 mit Wintergarten, Giebelrisalit, Fachwerkgiebel, Satteldach, Balkon, Kantenquaderung, geschossteilendes Gesimse, Bänderung auf Kämpferhöhe, Fensterrahmungen                                                                                  | 35967403 | BW   |
| Vielstedter Straße 43 53° 6′ 23″ N, 8° 27′ 11″ O | Kapitänshaus                                  | Putzbau von 1907 auf Sockelgeschoss in großem Gartengrundstück mit Krüppelwalmdach, Freitreppe, gerahmte Balustraden, Walmgaube, Giebelrisalitartiger Trakt, Terrasse, Loggia, Balkon, Schwebegiebel                                                                   | 35967250 |      |
| Vielstedter Straße 45 53° 6′ 21″ N, 8° 27′ 11″ O | Wohnhaus                                      | Putzbau von 1907 auf Backsteinsockel mit Mansarddach, rückwärtiger ehemaliges Stallgebäude, eingeschossiger Putzbau mit Satteldach | 35969485 |      |
| Vielstedter Straße 45 53° 6′ 22″ N, 8° 27′ 11″ O | Garten                                        | Großes Gartengrundstück mit z. T. altem Baumbestand und bauzeitlicher Einfriedung, bestehend aus Holzzaun auf Mauersockel und verputzten Pfosten sowie zwei Zugängen. Angelegt beim Bau des Hauses 1907.                                                               | 35970788 | BW   |

### Kloster Hude
| Lage                                             | Bezeichnung                    | Beschreibung | ID       | Bild           |
| ------------------------------------------------ | ------------------------------ | --- | -------- | -------------- |
| Kirchstraße 3 53° 7′ 6″ N, 8° 26′ 53″ O          | ehem. Torkapelle St. Elisabeth | Ehem. Torkapelle des Zisterzienserklosters Hude. Saalkirche aus Backstein von drei Jochen mit geradem Ostschluss unter Satteldach. Außen Strebepfeiler und Spitzbogenfenster, an den Längswänden zweibahnig mit bekrönendem Oculus, in der Ostwand dreibahnig, die mittlere Bahn gestelzt, mit drei bekrönenden Oculi. Im Ostgiebel fünf Spitzbogenblenden mit Backsteinziersetzungen. In der Westwand Spitzbogenportal, gerahmt von Blendarkade, daneben die Ansätze von zwei weiteren (offenbar Rest des Haupttors des Klosters). Kleiner rechteckiger Dachreiter. Innen Kreuzrippengewölbe, die Gurtbögen auf z. T. figürlichen Konsolen, die Schildbögen bis zum Boden gezogen. An den Außenwänden Grabplatten des 17.-19. Jhs. in der Art eines Lapidariums aufgestellt. Innen figürliche Ausmalung des frühen 14. Jhs. in den Gewölben und an der Ostwand, mit Resten des späten 13. Jhs. 24 Reliefs eines Schnitzaltars, 1. H. 14. Jh. Triumphkreuz und Gruppe mit Hl. Georg, 1. H. 16. Jh. Kanzel von 1672. Erbaut wohl im 4. Viertel des 13. Jhs., seit Auflösung des Klosters (1533) Pfarrkirche und Friedhofskapelle. Dachreiter datiert 1820. | 35968067 | Weitere Bilder |
| Kirchstraße 3 53° 7′ 5″ N, 8° 26′ 54″ O          | Friedhof Hude                  | Mit Auflösung des Klosters Hude 1530/1536 die ehemalige Torkapelle St. Elisabeth evangelische Pfarrkirche von Hude, um die nach Abbruch der Klostermauer und des Tores der Friedhof angelegt wurde. Ein Bereich im Südosten als Erbbegräbnis der Familie von Witzleben abgeteilt (siehe dort). Nach 1945 mehrfach nach Osten erweitert (die jüngeren Teile nicht Teil des Denkmals). Historischer westlicher Teil des Friedhofs mit Gräbern und Wegen, am Rand mit Baumbestand. An der Süd- und Nordwand der Kirche einige historische Grabsteine neu aufgestellt, die ältesten aus dem späten 17. und 18. Jh. Zur Straße Einfriedung aus Eisengitter und Eisentoren, das Tor in der Nordwestecke mit Backsteinpfosten. | 35969616 | BW             |
| Kirchstraße 53° 7′ 2″ N, 8° 27′ 2″ O             | Gutspark von Witzleben         | Landschaftspark, begrenzt im Norden von der Kirchstraße, im Osten von der Bahnlinie (Teil jenseits davon bis zur Parkstraße abgetrennt), im Südosten durch die Vielstedter Straße, im Westen etwas über die Berne hinausgehend, im Süden in offenes Gelände übergehend. Die gotische Klosterruine als Staffage im Nordwestteil. Südlich davon die von Witzlebenschen Gutsgebäude. Über das Gelände verteilt insgesamt fünf Teiche und im Westen der Lauf der Berne. Rasenflächen, Wegesystem und umfangreicher, markanter alter Baumbestand, im Ostteil des Geländes in Wald übergehend, im Süden in Weideland. Erste Anlage im späten 18. Jh. durch Christoph Ernst von Witzleben (1755–1813), der ab 1780 am Oldenburger Hof Gartenintendant war, und möglicherweise nach Skizzen Herzog Peter Friedrich Ludwigs von Oldenburg, in der 1. Hälfte des 19. Jhs. fortgeführt. | 35968475 | BW             |
| Von-Witzleben-Allee 1a 53° 7′ 1″ N, 8° 26′ 58″ O | Herrenhaus, ehem. Abtshaus     | Gebäude mit Krüppelwalmdach, seitlich erweitert um je eine Achse, rückwärtig zur Dreiflügelanlage erweitert. Im Kern das Abtshaus von 1331, um 1800 umgebaut und erweitert zum Herrenhaus der Familie von Witzleben | 35968153 |                |
| Von-Witzleben-Allee 1 53° 7′ 2″ N, 8° 26′ 56″ O  | Klostersaal                    | Aus zwei Wand an Wand hintereinander stehenden, leicht versetzten eingeschossigen Backsteinbauten bestehender Gebäudekomplex zwischen Gut und Kirchenruine. Hinterer Teil mit Krüppelwalmdach, ehemals Stall, vorderer Teil unter Satteldach, ehemals Turnhalle und Ballsaal. Erbaut um 1900, seit 1978 Museum für das Kloster Hude. | 41856148 | BW             |
| Von-Witzleben-Allee 2 53° 7′ 0″ N, 8° 26′ 54″ O  | Klostermühle                   | Mühle von um 1800 mit unterschlächtigem Wasserrad, Fachwerkbau mit Backsteinausfachungen, Krüppelwalmdach, Bruchsteinsockel, südöstlicher Mühlenteich, ohne technische Ausstattung, seit 1966 Kunstgalerie | 41856148 |                |
| Von-Witzleben-Allee 2 53° 7′ 0″ N, 8° 26′ 53″ O  | Stauwehr                       | Stauwehr der Klostermühle mit integrierter Straßenbrücke aus Backstein als Überführung der Von-Witzleben-Allee über die Berne, im Kern wohl zusammen mit der Mühle um 1800 errichtet | 35970564 | BW             |
| Von-Witzleben-Allee 3 53° 7′ 0″ N, 8° 26′ 56″ O  | Klosterschänke                 | Backsteinbau (z. T. verputzt) von um 1810 mit Krüppelwalmdach, Vorbau unter Schleppdach | 41856171 | BW             |
| Von-Witzleben-Allee 3 53° 7′ 0″ N, 8° 26′ 55″ O  | Remise                         | Ehem. Wagenremise mit Stallungen. Eingeschossiger Backsteinbau mit Krüppelwalmdach. Türen und Tor mit halben Radfenstern als Oberlichtern. Rechts an die Klosterschänke angebaut und heute z. T. von dieser genutzt, z. T. als Verkaufsraum. Erbaut wohl im frühen 19. Jh. | 35968449 | BW             |
| Von-Witzleben-Allee 4 53° 6′ 59″ N, 8° 26′ 51″ O | Schule                         | Backsteinbau von 1838, erweitert 1879 mit neun Achsen, Krüppelwalmdach, links versetztem Eingang, Zwerchhaus, später Jugendheim, heute regioVHS Kreativzentrum | 39528619 | BW             |
| Von-Witzleben-Allee 4 53° 7′ 0″ N, 8° 26′ 51″ O  | Lehrerwohnhaus                 | Hinter dem Schulgebäude zurückgesetzter eineinhalbgeschossiger Backsteinbau von 1906 mit Satteldach | 39528607 | BW             |

### Waldschwimmbad
Erbaut 1954–1955. Architekt Bruno Hofmann

| Lage                                       | Bezeichnung   | Beschreibung | ID       | Bild |
| ------------------------------------------ | ------------- | --- | -------- | ---- |
| Hurreler Straße 53° 7′ 14″ N, 8° 26′ 48″ O | Wasserbecken  | Zwei geschwungen geformte Wasserbecken: im Norden das Lehrschwimmbecken und im Süden das Sportschwimmbecken mit Startsockeln, daran angegliedert ein Springbecken mit Sprungturm, umgeben von geometrischer Fußbodenfliesung. Fußreinigungswannen mit den originalen Brausen. An zwei Stellen breite Treppen zu den Wasserbecken hochführend. 2004–2006 Umbau zum Naturbad, dabei Anlage eines dritten Beckens. | 35968398 | BW   |
| Hurreler Straße 53° 7′ 12″ N, 8° 26′ 49″ O | Umkleide      | Eingangs- und Umkleidegebäude am südlichen Rand des Waldschwimmbads. Eingeschossiger flachgedeckter Pavillon aus weiß geschlämmtem Backstein. Rechts offener Durchgang auf schlanken Eisenstützen. | 50085705 | BW   |
| Hurreler Straße 53° 7′ 14″ N, 8° 26′ 50″ O | Pumpenhaus    | Pumpenhaus des Waldschwimmbads im östlichlen Teil der Anlage. Kleiner eingeschossiger Pavillon unter Flachdach. Dach heute als Terrasse ausgebaut. | 50085870 | BW   |
| Hurreler Straße 53° 7′ 14″ N, 8° 26′ 50″ O | Toilettenhaus | Toilettenhaus des Waldschwimmbads im östlichen Teil der Anlage. Kleiner eingeschossiger Pavillon aus geschlämmtem Backstein unter Flachdach. Erbaut 1959, Architekt: Bruno Hofmann. | 50085899 | BW   |
| Hurreler Straße 53° 7′ 13″ N, 8° 26′ 45″ O | Grünbereiche  | Parkartig gestaltete Grünbereiche des Waldschwimmbads. Liegewiesen und Spielbereiche, Wegesystem und Baumbestand. Im Südteil ebenfalls baumbestandener Parkplatz. Umgeben von einer Hecke. Angelegt zusammen mit dem Waldschwimmbad. | 35970914 | BW   |

## Hurrel
| Lage                                     | Bezeichnung               | Beschreibung | ID       | Bild |
| ---------------------------------------- | ------------------------- | --- | -------- | ---- |
| Ortstraße 1 53° 4′ 53″ N, 8° 23′ 42″ O   | Giebel                    | Wirtschaftsgiebel eines Hallenhauses in Fachwerk mit Backsteinausfachungen mit Krüppelwalmdach in Reetdeckung. Erbaut wohl um die Mitte des 19. Jhs. | 35968020 | BW   |
| Ortstraße 2 53° 4′ 36″ N, 8° 23′ 38″ O   | Wohn-/ Wirtschaftsgebäude | Zweiständerhallenhaus von um 1900 mit Backsteinaußenmauern und Krüppelwalmdach in Reetdeckung | 35970313 | BW   |
| Ortstraße 2 53° 4′ 35″ N, 8° 23′ 37″ O   | Scheune                   | Kleine Fachwerkscheune mit Backsteinausfachungen unter Walmdach. Erbaut wohl am Ende des 19. Jhs. | 35970289 | BW   |
| Ortstraße 2a 53° 4′ 36″ N, 8° 23′ 37″ O  | Stall                     | Ehemaliges Stallgebäude aus Backstein unter Satteldach. Linksseitig drei moderne Schleppgaupen. Erbaut wohl am Anfang des 20. Jhs., heute zu Wohnzwecken umgebaut. | 35970339 | BW   |
| Bremer Straße 53° 4′ 39″ N, 8° 24′ 30″ O | Kilometerstein            | Massiver Block mit rechteckigem Querschnitt, parallelen vertikalen Kanten und segmentbogenförmig gewölbtem Kopf. Auf der Vorderseite querrechteckiges vertieftes Feld, darin weiße Farbfassung. Historische Chaussee Oldenburg-Delmenhorst-Bremen, angelegt 1825–1829. 1874 neue Distanzmarkierung in Abständen von 5 km, dabei die alten Meilensteine wiederverwendet. | 35968354 |      |

## Maibusch / Maibuschermoor
| Lage                                             | Bezeichnung               | Beschreibung | ID       | Bild |
| ------------------------------------------------ | ------------------------- | --- | -------- | ---- |
| Maibuscher Straße 15 53° 8′ 1″ N, 8° 27′ 32″ O   | Wohn-/ Wirtschaftsgebäude | Zweiständerhallenhaus vom 19. Jh. in Fachwerk mit Steinausfachungen und Krüppelwalmdach in Reetdeckung, Wohnteil in Backstein erneuert, rechts kleiner Stallanbau in Fachwerk mit Walmdach | 35967428 | BW   |
| Kleiner Klosterweg 13 53° 7′ 44″ N, 8° 28′ 22″ O | Wohn-/ Wirtschaftsgebäude | Zweiständerhallenhaus von wohl um die Mitte des 19. Jhs. in Fachwerk mit Backsteinausfachungen und Krüppelwalmdach                                                                         | 35967305 | BW   |
| Kleiner Klosterweg 16 53° 7′ 45″ N, 8° 28′ 40″ O | Wohn-/ Wirtschaftsgebäude | Zweiständerhallenhaus vom frühen 19. Jh. in Fachwerk mit Backsteinausfachungen und Krüppelwalmdach, heute Wohnhaus                                                                         | 35967331 | BW   |
| Kleiner Klosterweg 16 53° 7′ 46″ N, 8° 28′ 39″ O | Scheune                   | | 35967355 | BW   |

## Wüsting
| Lage                                                   | Bezeichnung               | Beschreibung | ID       | Bild |
| ------------------------------------------------------ | ------------------------- | --- | -------- | ---- |
| Bahnhofstraße 14 53° 7′ 12″ N, 8° 20′ 3″ O             | Querscheune               | | 35969758 | BW   |
| Bahnweg 3 53° 7′ 3″ N, 8° 21′ 52″ O                    | Wohn-/ Wirtschaftsgebäude | Zweiständerhallenhaus von 1857 in Backstein und Krüppelwalmdach in Reetdeckung | 35967549 | BW   |
| Bahnweg 3 53° 7′ 3″ N, 8° 21′ 54″ O                    | Remise                    | Fachwerkgebäude aus der Mitte des 19. Jhs. mit Steinausfachungen und Walmdach in Reetdeckung. | 35967574 | BW   |
| Grummersorter Dorfstraße 36 53° 7′ 16″ N, 8° 21′ 17″ O | Giebel                    | Wirtschaftsgiebel von 1806 in Fachwerk mit Backsteinausfachungen unter Reetdach als Krüppelwalmdach von einem Zweiständerhallenhaus                                                                                             | 35967500 | BW   |
| Grummersorter Dorfstraße 45 53° 7′ 9″ N, 8° 21′ 35″ O  | Scheune                   | Fachwerkscheune mit Querdurchfahrt unter Walmdach in Reetdeckung. Ausfachungen teilweise verbohlt, teilweise in offener Stakung. Fachwerk z. T. aus naturwüchsiger Eiche. Erbaut wohl in der 1. Hälfte des 19. Jhs.             | 35969670 | BW   |
| Hauptstraße 11 53° 7′ 15″ N, 8° 20′ 29″ O              | Wohn-/ Wirtschaftsgebäude | Massives verklinkertes Gebäude im Typus eines Zweiständerhallenhauses von 1896 erweitert 1908 mit Krüppelwalmdach und angebauter firstparalleler Stall mit Satteldach                                                           | 35969641 | BW   |
| Hauptstraße 17 53° 7′ 11″ N, 8° 20′ 24″ O              | Giebel                    | Wirtschaftsgiebel von 1798 (Inschrift) eines Zweiständerhallenhauses in Fachwerk mit Backsteinausfachungen. Giebelgeschoss und Dach über Knaggen vorkragend, stark erneuertes Haus mit Krüppelwalmdach mit Niedersachsengiebeln | 35967525 | BW   |
| Kuckucksweg 3 53° 6′ 51″ N, 8° 19′ 53″ O               | Wohn-/ Wirtschaftsgebäude | Zweiständerhallenhaus von 1778 in Fachwerk mit Backsteinausfachungen (teils massiv ersetzt) mit Krüppelwalmdach mit Niedersachsengiebeln in Reetdeckung                                                                         | 35967715 | BW   |
| Neuenweger Reihe 11 53° 7′ 24″ N, 8° 19′ 23″ O         | Wohn-/ Wirtschaftsgebäude | Zweiständerhallenhaus von 1813 in Fachwerk mit Backsteinausfachungen mit Krüppelwalmdach in Reetdeckung | 35967645 | BW   |
| Neuenweger Reihe 11 53° 7′ 24″ N, 8° 19′ 22″ O         | Wirtschaftsgebäude        | Bau aus Quadern im Backsteinformat mit Satteldach, wohl vom Ende des 19. Jhs. | 35967693 | BW   |
| Neuenweger Reihe 11 53° 7′ 24″ N, 8° 19′ 25″ O         | Scheune                   | Verbohlter Fachwerkbau mit zwei Querdurchfahrten unter Walmdach in Reetdeckung, wohl 1. Hälfte oder Mitte des 19. Jhs. | 35967670 | BW   |
| Neuenweger Reihe 37 53° 7′ 3″ N, 8° 19′ 28″ O          | Giebel                    | Wirtschaftsgiebel eines Wohn-/Wirtschaftsgebäudes, eines ehem. Zweiständerhallenhaus. Giebel in Fachwerk mit Backsteinausfachungen mit Krüppelwalmdach mit Niedersachsengiebel in Reetdeckung, wohl von Anfang des 19. Jhs.     | 35967622 | BW   |

## Außerhalb
| Lage                                                            | Bezeichnung                            | Beschreibung | ID       | Bild |
| --------------------------------------------------------------- | -------------------------------------- | --- | -------- | ---- |
| Hurreler Straße 32 53° 5′ 55″ N, 8° 25′ 5″ O                    | Wohn-/ Wirtschaftsgebäude              | Zweiständerhallenhaus in Backstein und Fachwerk mit Steinausfachungen und Krüppelwalmdach in Reetdeckung, um die Mitte des 19. Jhs.                                                                        | 35967598 | BW   |
| (Gellenerhörne) Nr. 1 53° 9′ 43″ N, 8° 20′ 34″ O                | Wohn-/ Wirtschaftsgebäude              | Zweiständerhallenhaus von wohl um 1800 mit Wirtschaftsgiebel in Fachwerk mit Backsteinausfachungen, ansonsten Außenwände in Backstein, mit Krüppelwalmdach, südseitiger Anbau mit Walmdach                 | 35967763 | BW   |
| (Gellenerhörne) Nr. 1 53° 9′ 43″ N, 8° 20′ 35″ O                | Scheune                                | Fachwerkscheune von um 1800, teils verbohlt, teils mit Ausfachungen in Backstein, mit Walmdach in Reetdeckungen, sowie Querdurchfahrt                                                                      | 35967785 | BW   |
| (Gellenerhörne) Nr. 3 53° 9′ 39″ N, 8° 20′ 20″ O                | Scheune                                | Verbohlte Fachwerkscheune vom frühen 19. Jh. mit Querdurchfahrt und Walmdach in Reetdeckung. | 35967808 | BW   |
| (Hasbruch) Am Forsthaus 5 53° 4′ 13″ N, 8° 28′ 9″ O             | Großherzogliche Oberförsterei Hasbruch | Eingeschossiger Bau von 1885 mit Satteldach, Wohnteil als Putzbau, breiterer Wirtschaftsteil in Backstein, am Wohngiebel Wintergartenanbau; heute Wohnhaus                                                 | 35968258 | BW   |
| (Hasbruch) Am Hasbruch 1 53° 4′ 22″ N, 8° 28′ 8″ O              | Wohn-/ Wirtschaftsgebäude              | Kleines Zweiständerhallenhaus in Fachwerk mit Steinausfachungen mit Krüppelwalmdach in Reetdeckung, wohl von der 1. Hälfte des 19. Jhs.                                                                    | 35968285 | BW   |
| (Hudermoor) Königstraße 57 53° 7′ 11″ N, 8° 29′ 3″ O            | Wohn-/ Wirtschaftsgebäude              | Kleines Zweiständerhallenhaus in Fachwerk mit Steinausfachungen mit Krüppelwalmdach, z. T. in Reetdeckung, von wohl um die Mitte des 19. Jhs.                                                              | 35967452 | BW   |
| (Kimmen Neustadt) Am Rahland 1 53° 4′ 6″ N, 8° 27′ 18″ O        | Wohn-/ Wirtschaftsgebäude              | Zweiständerhallenhaus, Wohngiebel in Fachwerk mit Backsteinausfachungen, mit Krüppelwalmdach in Reetdeckung, von wohl um die Mitte des 19. Jhs.                                                            | 35968307 | BW   |
| (Nordenholz) Nordenholzer Straße 24 53° 5′ 15″ N, 8° 29′ 4″ O   | Wohn-/ Wirtschaftsgebäude              | Zweiständerhallenhaus in Fachwerk mit Backsteinausfachungen und Krüppelwalmdach mit Niedersachsengiebeln in Reetdeckung, vom wohl frühen 19. Jh., 1985/86 um wenige Meter versetzt.                        | 35968329 | BW   |
| (Nordenholzermoor) An der Imbäke 14 53° 6′ 52″ N, 8° 30′ 2″ O   | Wohn-/ Wirtschaftsgebäude              | Zweiständerhallenhaus in Fachwerk mit Steinausfachungen und Krüppelwalmdach mit Reetdeckung | 35968043 | BW   |
| (Nordenholzermoor) An der Imbäke 18 53° 7′ 6″ N, 8° 30′ 19″ O   | Wohn-/ Wirtschaftsgebäude              | Zweiständerhallenhaus von 1829 in Fachwerk mit Steinausfachungen und Krüppelwalmdach in Reetdeckung. Auf beiden Seiten spätere Gauben.                                                                     | 35969840 | BW   |
| (Nordenholzermoor) Friedrichstraße 71 53° 7′ 0″ N, 8° 29′ 35″ O | Wohn-/ Wirtschaftsgebäude              | Zweiständerhallenhaus von wohl aus der Mitte des 19. Jhs., in Fachwerk mit Steinausfachungen und Krüppelwalmdach in Reetdeckung, Wohnteil z.T. in Backstein erneuert                                       | 35967476 | BW   |
| (Tweelbäke - Ost) Kuhlmannsweg 20 53° 6′ 36″ N, 8° 17′ 4″ O     | Wohn-/ Wirtschaftsgebäude              | Hallenhaus von 1887 mit Backsteinaußenwänden und Krüppelwalmdach in Reetdeckung | 35967739 | BW   |
| (Tweelbäke - Ost) Kuhlmannsweg 24 53° 6′ 48″ N, 8° 17′ 10″ O    | Gulfhaus                               | Gulfhaus von 1889 in Backstein mit Satteldach, vorderer eineinhalbgeschossiger Wohnteil in der Art einer Oldenburger Hundehütte, hinten versetzt der Wirtschaftsteil mit linksseitiger breitem Scheunentor | 35970179 | BW   |